# トトノエルジャパン (会社)
トトノエルジャパン合同会社（英: Totonoeru Japan G.K.）は、千葉県船橋市西船3丁目7-35に本社を置く日本の経営コンサルティング会社。代表社員は砂川大輔。
2023年（令和5年）2月に設立された。代表の砂川大輔は富士通やアマゾンジャパンでの勤務経験を持ち、中小企業を対象にデジタル技術やAIを活用した経営支援を提供している。

## 沿革
- 2023年（令和5年）2月 - トトノエルジャパン合同会社設立
- 2024年（令和6年）3月 - 代表の砂川が株式会社みらいワークス主催の「プロフェッショナルアワード2023」にて個人賞を受賞[3]
- 2024年（令和6年） - 内閣府の『プロフェッショナル人材活用ガイドブック2024』に支援事例が掲載される[2]
- 2024年（令和6年）11月 - 厚生労働省の広報誌『厚生労働』2024年11月号に掲載される[4]

## 代表社員
砂川 大輔（すながわ だいすけ）は、早稲田大学大学院で電気・情報生命工学を専攻。修了後、アマゾンジャパン合同会社に入社し、マーケティングコンサルタントとして活動し、ハードライン事業本部で最優秀マーケティング表彰を受けた。その後、富士通株式会社に転職し、同社CEO室に在籍して経営戦略や役員補佐に従事する傍ら、2023年にトトノエルジャパン合同会社を設立した。

## 事業内容
中小企業を対象とした経営コンサルティングを主軸とする。
- 経営コンサルティング - デジタル技術やAIを活用したマーケティング、経営戦略の立案・実行支援を行う[2]。
- メディア事業 - 副業・プロ人材の活用ノウハウを発信するオウンドメディア「副業人材活用ラボ」を運営している。
- ウェブサービス事業 - 採用サイトのレンタルサービス「Kurkur」を運営している。
- アドバイザリー事業 - 地方自治体や企業に対する専門家としての助言業務を行う[7][8]。

## 社会的活動
- 大阪・関西万博 - 大阪・関西万博「TEAM EXPO 2025」プログラムの共創パートナーとして登録されている（登録番号P10053）[9]。
- SDGs推進活動 - 千葉県が推進する「ちばSDGsパートナー」に登録されている（登録番号2570）[10]。

## メディア掲載
政府機関での紹介
- 内閣府『プロフェッショナル人材活用ガイドブック2024』に支援事例が掲載[2] - 厚生労働省広報誌『厚生労働』2024年11月号で「人生を広げるSide Business」として紹介[5]

金融機関での紹介
- 野村證券株式会社の投資家向け情報誌『野村週報』2025年4月7日号「天眼鏡」欄に掲載[11]

## 受賞歴
- 2024年（令和6年）3月 - 株式会社みらいワークス主催「プロフェッショナルアワード2023」個人賞[12]